# 产出缺口

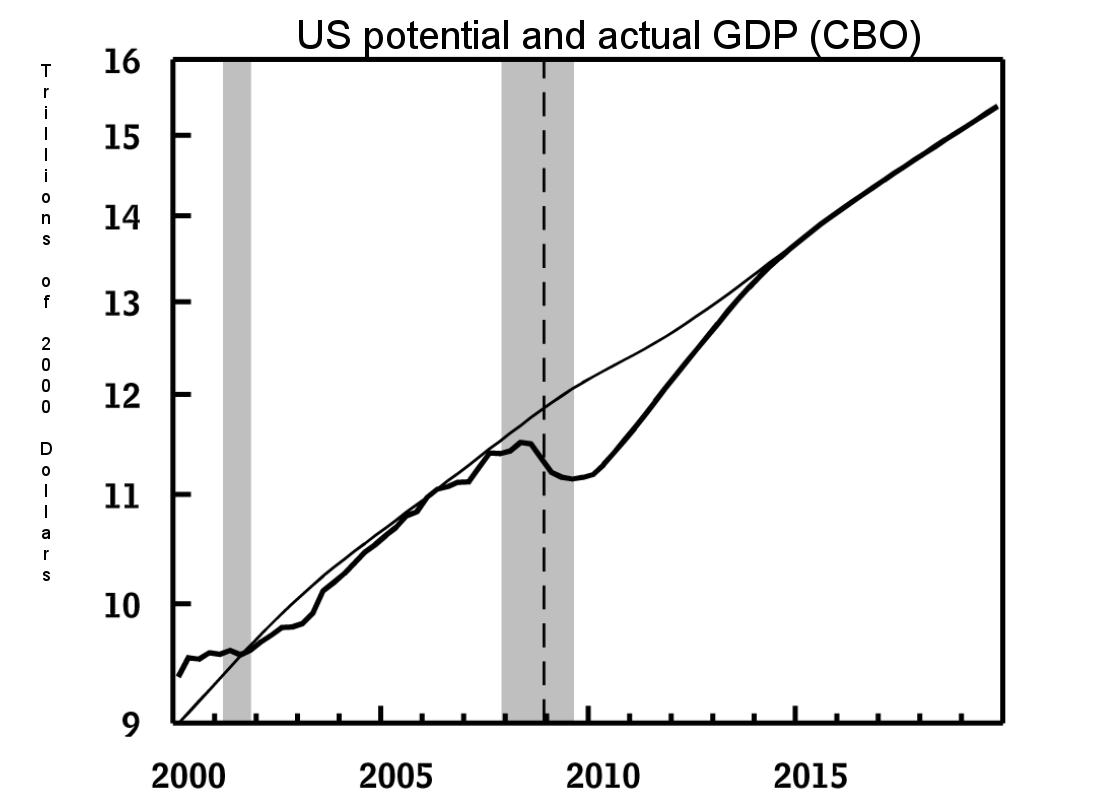
2009年1月美国国会预算办公室公布的美国潜在GDP（幼線）和实际GDP（粗線）估值。两者之间的差异代表GDP缺口。

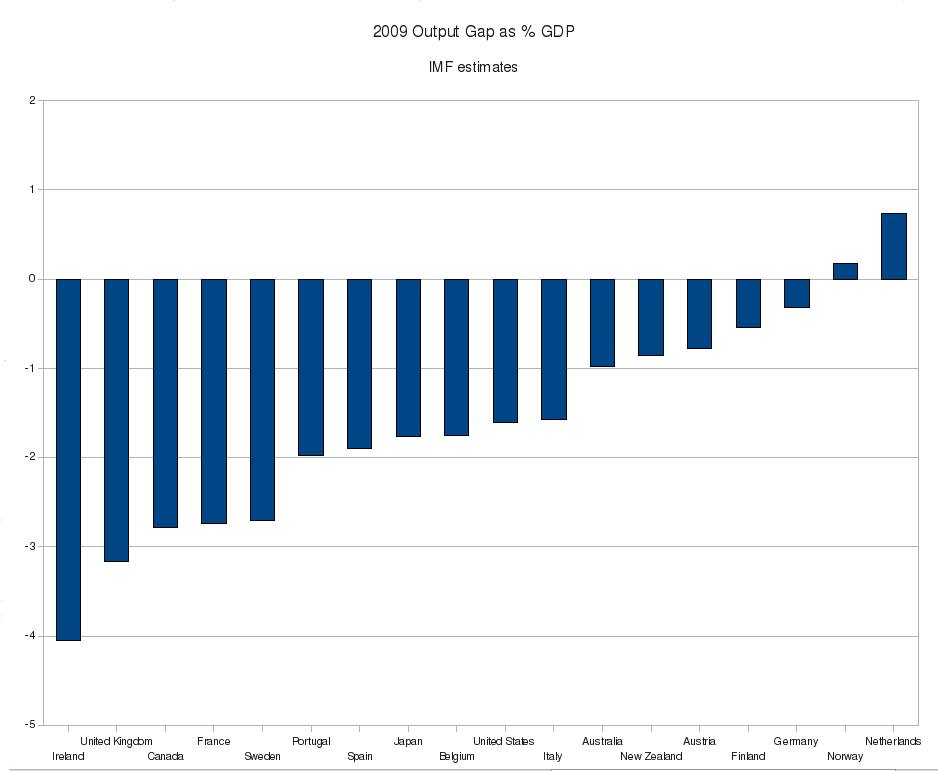
国际货币基金组织估计2009年产出缺口为各国GDP占比

GDP缺口或产出缺口是实际GDP或实际产出与潜在GDP之间的差额，旨在确定当前经济在商业周期中的状况。产出缺口的衡量指标广泛应用于宏观经济政策（尤其是在遵守欧盟财政规则的背景下）。不過，其概念亦备受批评，主要由於潜在GDP并非可观察变量，而是从过去的GDP数据中推导出来，这可能导致系统性的下行偏差。  

## 公式
产出缺口的计算公式为 (Y-Y*)/Y*，其中 Y 为实际产出，Y* 为潜在产出。如果该计算结果为正数，则称为「通胀缺口」，表明总需求的增长速度超过总供给的增长速度，可能造成通货膨胀；如果该计算结果为负数，则称为「衰退缺口」，可能预示着通货紧缩。 
產出缺口百分比是实际GDP减潜在GDP再除以潜在GDP。
{\displaystyle {\frac {{\mbox{GDP}}_{actual}-{\mbox{GDP}}_{potential}}{{\mbox{GDP}}_{potential}}}\times 100}.
例如，美国国会预算办公室 2013 年 2 月的数据显示，美国 2013 年的产出缺口预计约为 1 万亿美元，占潜在 GDP 的近 6%。 
使用{\displaystyle \ln(1+x)\approx x}，可得出近似值如下：
{\displaystyle {\begin{aligned}{\frac {{\mbox{GDP}}_{actual}-{\mbox{GDP}}_{potential}}{{\mbox{GDP}}_{potential}}}&\approx \ln \left(1+{\frac {{\mbox{GDP}}_{actual}-{\mbox{GDP}}_{potential}}{{\mbox{GDP}}_{potential}}}\right)\\&=\ln({\mbox{GDP}}_{actual})-\ln({\mbox{GDP}}_{potential})\end{aligned}}}

## 奥肯定律：GDP缺口与失业率的关系
基于对美国数据的回归分析，失业率与GDP缺口之间存在相关性，是為奥肯定律，即周期性失业率（实际失业率-自然失业率）每上升1%，GDP缺口就会减少β%。
%GDP缺口 = −β x %周期性失业率
这也可以表示为：
{\displaystyle {\frac {{\mbox{GDP}}_{actual}-{\mbox{GDP}}_{potential}}{{\mbox{GDP}}_{potential}}}=-\beta (u-{\bar {u}})}
其中：
- u 是实际失业率
- ū 是自然失业率
- β 是一个通过回归得出的常数，用于显示自然产出偏差与自然失业之间的联系。β > 0。

## 产出缺口过大的后果
持续的巨大产出缺口会严重影響劳动力市场、长期经济潜力以及公共财政等。首先，由於未能充分生產，希望工作的工人处于闲置状态，使劳动力市场表现不佳。
其次，如巨大的产出缺口持续，會对经济长期潜力造成损害，这是经济学家所说的“滞后效应”。由于经济运行低于其产能，工人和资本长期闲置，对工人和整体经济造成长期损害。 例如，失业工人失业的时间越长，其技能和专业网络就越容易萎缩，导致最终无法就业。此外，在经济表现不佳下，对教育、研发等长期带来红利的领域的投资會减少，從而削弱经济的长期潜力。
第三，持续而较大的产出缺口会影響公共财政。劳动力市场疲软和经济陷入困境会导致税收损失。此外，失业率上升会增加公共安全网项目的支出。税收收入减少和公共支出增加都会加剧预算赤字。事实上，研究发现，美国国内生产总值（GDP）每偏离潜在产出一美元，美国周期性预算赤字就会增加37美分。 

## 欧盟产出缺口测量的争议
欧盟委员会的产出缺口计算方法受到不少学者和智库的严厉批评，指其计算方法复杂和矛盾。其中，国际金融协会首席经济学家罗宾·布鲁克斯发起了一场“反对荒谬产出缺口的运动”。
欧盟委员会的产出缺口计算方法方法是由“产出缺口工作组”的专家提出，并由各国财政部长在欧盟经济与财政部长会议上批准。批评人士认为，该方法会导致产出缺口指数高度顺周期，有时甚至会产生矛盾，尤其是在意大利的案例中。 
2019年9月，欧盟财务总司司长马可·布蒂 (Marco Buti）等几位欧盟委员会高级官员撰写了一篇联合文章，驳斥了这一批评。但批评者表示，他们仍然不相信。  